# Proenza Schouler
Proenza Schouler ist ein New Yorker Mode-Label.

## Geschichte
Proenza Schouler wurde 2002 von Lazaro Hernandez (* 1978) und Jack McCollough (* 1978) in New York gegründet. Beide entwerfen gemeinsam die Kollektionen des Labels. Der Name Proenza Schouler geht auf die Geburtsnamen ihrer Mütter zurück. Hernandez und McCollough trafen sich im Jahr 1999 auf der Parsons School of Design. Während ihrer Ausbildungszeit absolvierte Hernandez ein Praktikum bei Michael Kors, während McCollough Praktikant bei Marc Jacobs war. Die College-Abschlusskollektion von Hernandez und McCollough wurde – eine Seltenheit in der Modebranche – produziert und in das Sortiment des New Yorker Kaufhauses Barneys aufgenommen. Barneys war zudem an einer Frühjahrskollektion interessiert und auch weitere Läden wie Linda Dresner und Jeffrey zeigten Interesse an einer weiteren Kollektion.
Die Chefredakteurin der amerikanischen Vogue, Anna Wintour, entdeckte beide Designer und protegierte sie. Durch sie erhielten beide im Jahr 2004 mit dem Vogue Fashion Fund ein Stipendium, mit dem sie ihre erste gemeinsame Kollektion realisieren konnten. In der Folge wurden beide Designer zu Lieblingen der Presse, die sie zu Genies erklärte. Sie sind regelmäßig auf der New York Fashion Week vertreten. Im Jahr 2007 stieg die Valentino Fashion Group bei Proenza Schouler ein und hält derzeit 45 Prozent des Labels.

## Stil
Kleidung von Proenza Schouler gilt als „lässiger Luxus“. Die Formen sind minimalistisch und die Kleidung ist häufig in dunklen, neutralen Farben – Braun, Grau, Armeegrün, Bronze – gehalten. Während Proenza Schouler ursprünglich für die Interpretation von Bustiers und Korsetts bekannt wurde, entwarfen Hernandez und McCollough nach kurzer Zeit auch Mäntel, Bleistiftröcke und Kleider, die die schlanke Silhouette betonen.
Ihre Kollektionen werden unter anderem von Neiman Marcus und Bergdorf Goodman verkauft. Im Jahr 2008 kooperierte Proenza Schouler mit Giuseppi Zanotti und brachte eine exklusive Schuhlinie auf den Markt.
Von Proenza Schouler gibt es inzwischen eine Damenkollektion, Taschen, Kosmetik, Accessoires wie Brillen und Sonnenbrillen, sowie Schuhe. Zu Prominenten, die Proenza Schouler tragen, gehören Demi Moore, Chloë Sevigny und die mit dem Designer-Duo befreundete Schauspielerin Kate Bosworth. Es trugen Maggie Gyllenhaal bei der Oscarverleihung 2007 und Amy Adams bei der Oscarverleihung 2008 ein Kleid von Proenza Schouler.

## Auszeichnung
Für ihre Abschlusskollektion wurden Hernandez und McCollough als „Designer of the Year“ bei der Studentenschau am Parson’s College ausgezeichnet. Beide waren 2003 Preisträger des CFDA Perry Ellis Award für neue Talente. Im Jahr 2007 erhielten sie den als Fashion-Oscar eingeschätzten Preis in der Kategorie „Womenswear Designer of the Year 2007“, den sie sich mit Oscar de la Renta teilten.